# Ust-Kut
Ust-Kut (del ruso: Усть-Кут) es una ciudad del óblast de Irkutsk, en Rusia, centro administrativo del raión homónimo. Está situada en la meseta del Lena-Angará, en el punto de confluencia del río Lena y de su afluente, el río Kutá, a 500 km al norte de Irkutsk. Su población era de 44 832 habitantes en 2009.
Cuenta con el aeropuerto de Ust-Kut.

## Historia

Mapa del río Lena en el que aparece a la izquierda, en su curso alto, Ust-Kut.

En 1631, el atamán cosaco Iván Galkin construyó un ostrog, que es el origen de la ciudad actual. La importancia militar del ostrog declinó en la segunda mitad del siglo XVII, no obstante, el asentamiento ganó importancia como puerto fluvial, como uno de los principales puntos de partida para el comercio por el Lena. En ese mismo siglo Yeroféi Jabárov descubrió manantiales minerales, en los que se construiría un balneario en 1925.
En 1951, el ferrocarril llegó de Taishet. La ciudad se convirtió en el primer y único puerto sobre el Lena con ferrocarril, de modo que las mercancías podían transportarse desde aquí a puntos situados a orillas de este río, así como a muchas de Yakutia. En 1954, le fue otorgado el estatus de ciudad, fusionándose a la localidad el suburbio portuario de Osetrovo.
Ust-Kut permaneció como final de línea hasta 1974, cuando se iniciaron los trabajos para extenderla, ahora conocida como ferrocarril Baikal-Amur, hacia el este hacia el lago Baikal, Tynda y Komsomolsk del Amur. La ciudad fue cuartel general de la construcción de la sección occidental de la línea.
León Trotski estuvo exiliado en Ust-Kut en 1900. Asimismo aquí estuvieron deportados insurgentes polacos tras el aplastamiento del Levantamiento de Enero (1863-1864).

## Demografía
| 1959   | 1970   | 1979   | 1989   | 2002   | 2008   |
| ------ | ------ | ------ | ------ | ------ | ------ |
| 21 300 | 33 200 | 49 600 | 61 200 | 49 951 | 45 310 |

## Precipitaciones
El total anual de las precipitaciones registradas en Ust-Kut es de 430 mm. La estación más lluviosa es verano y va de junio a septiembre.
Precipitaciones mensuales medias registradas en Ust-Kut (en milímetros)

## Cultura y lugares de interés
La localidad cuenta con un museo etnográfico territorial.

## Economía y transporte
La economía de Ust-Kut se basa en su posición como intercambiador de transporte, con la conexión del ferrocarril con el tráfico fluvial del Lena. Durante los meses de verano, circulan ferries de pasajeros río abajo hasta Yakutsk y Tiksi.
Son de relevancia además los astilleros y la producción de comida.
Ust-Kut cuenta con varias estaciones sobre el ferrocarril Baikal-Amur, la más pequeña Ust-Kut y Lena, cerca del puerto de Osetrovo. En el pequeño asentamiento de Yakurim, a unos pocos kilómetros, el ferrocarril cruza el Lena por un puente de 500 m que es el último puente sobre el río.

## Personalidades
- Yelena Zadorózhnaya (*1977-), atleta.